# Belmont (Grenada)
Belmont – miasto w Grenadzie; na wyspie Carriacou; 700 mieszkańców (2006). Przemysł spożywczy, włókienniczy.